# Stadion im. Chajjima Haberfelda
Stadion im. Chajjima Haberfelda (hebr. אצטדיון הברפלד) – stadion w miejscowości Riszon le-Cijjon w Izraelu, gości drużynę Hapoel Ironi Riszon le-Cijjon.
Stadion może pomieścić 6 000 widzów, został otwarty w 1993 roku.